# Douelle
Douelle település Franciaországban, Lot megyében. Lakosainak száma 834 fő (2022. január 1.). Douelle Caillac, Mercuès, Parnac, Pradines és Saint-Vincent-Rive-d’Olt községekkel határos.

## Népesség
A település népességének változása:
| Lakosok száma | 673  | 641  | 693  | 733  | 830  | 808  | 816  | 822  | 825  | 834  |
|               | 1968 | 1982 | 1990 | 2006 | 2013 | 2015 | 2017 | 2019 | 2020 | 2022 |